# Gare de Fetsund
La gare de Fetsund est une gare ferroviaire de la Kongsvingerbanen située dans la commune de Fet.

## Situation ferroviaire
Établie à 107.4m d’altitude, la gare est située à 29.11 km d'Oslo.

## Histoire
La gare de Fetsund est l'une des toutes premières gares de la Kongsvingerbanen, située à 8.12 km de Lillestrøm et mise en service en 1862. 

## Service des voyageurs

### Accueil
La gare dispose d'aubettes sur les quais et un automate permet l'achat de titres de transport.

### Desserte
La halte n'est desservie que par des trains locaux en direction de Kongsvinger et d'Asker.

### Intermodalités
Un parking d'une centaine de places et un parc à vélo y sont aménagés. Un arrêt de bus se trouve à proximité de la gare. 